# Heinrich-Heine-Allee
La Heinrich-Heine-Allee à Düsseldorf est un axe nord-sud très fréquenté dans le centre-ville de Düsseldorf. Comme on peut le voir sur le plan de la ville de 1809, diverses nouvelles rues et le fossé de la ville (de) sont aménagés vers 1805 sur la partie Est des fortifications de la ville, qui a été rasée et rectifiée. Parmi les nouvelles rues figure une nouvelle avenue, la Heinrich-Heine-Allee, qui, conformément à un décret impérial du 17 décembre 1811 de Napoléon, est à l'origine aménagée en boulevard. Cette rue d'environ 450 m de long et 40 m de large est d'abord appelée Boulevard Napoléon. Après la fin du grand-duché de Berg en 1813, le boulevard devient, après plusieurs changements de nom, l'Alleestrasse à partir du milieu du XIXe siècle environ. Le 26 septembre 1963, le nom Alleestraße est changé en Heinrich Heine, car celui-ci est né dans la Bolkerstraße, située juste à côté.

## Situation
La Heinrich-Heine-Allee s'étend du nord au sud à la limite est de la vieille ville de Düsseldorf et forme la frontière avec le quartier du centre-ville. Elle commence au nord à la Ratinger Straße (de) et se termine au sud à la Grabenstraße.

## Histoire

### Développement historique

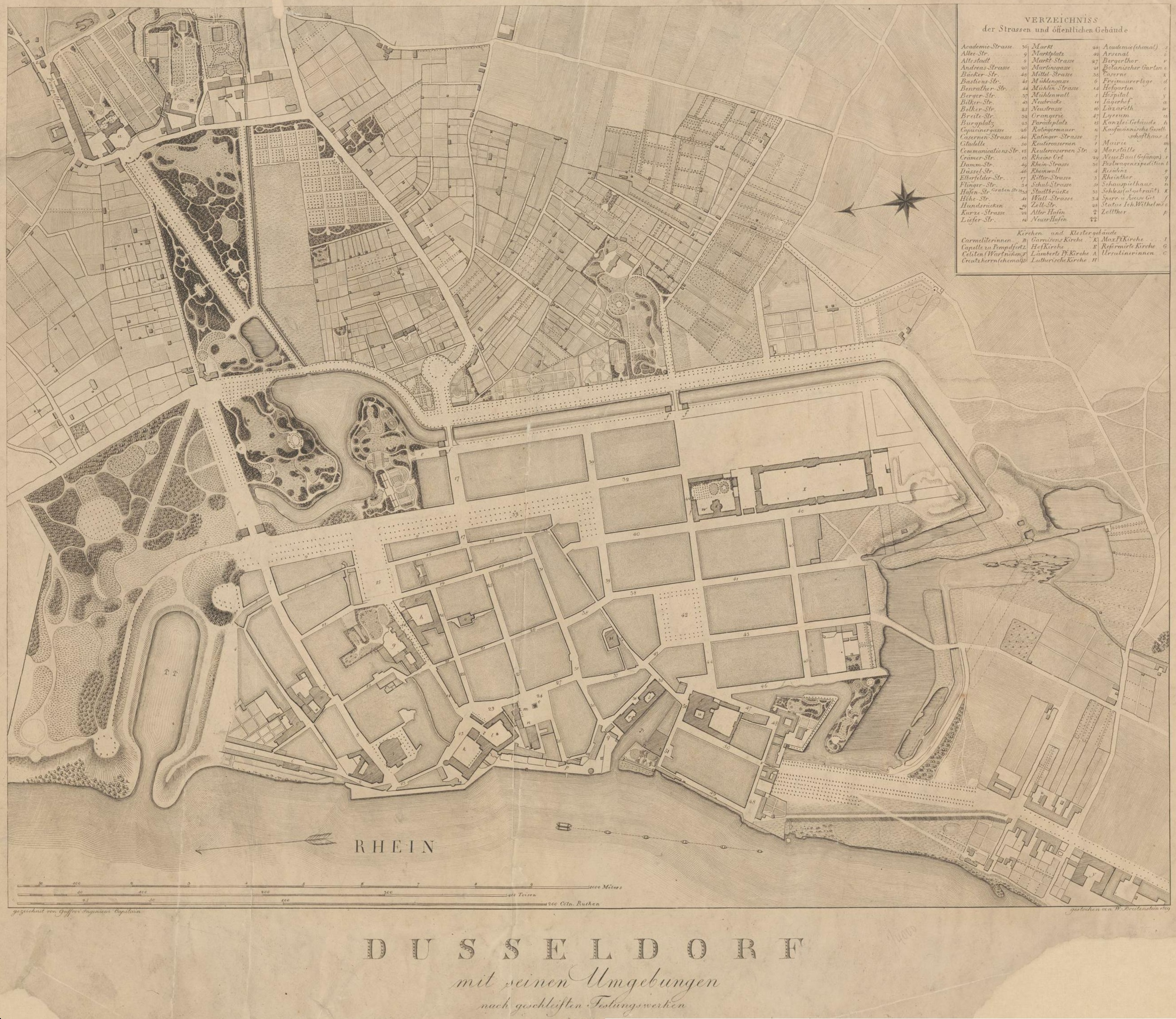
Düsseldorf et ses environs - Ce plan datant de 1809 montre la transformation fondamentale de la ville à l'époque du grand-duché de Berg. Sous le nom de Boulevard Napoléon, l'actuelle Heinrich-Heine-Allee est aménagée en forme de large boulevard sur les fortifications de la ville qui ont été rasées et rectifiées. Elle y forme, en tant que lieu de promenade et axe de paradoxe, une arête vive vers le Jardin de Cour, réaménagé et agrandi de manière paysagère.

Conformément au traité de Lunéville, les fortifications de la ville de Düsseldorf sont démolies à partir de 1801. L'ancien terrain des fortifications doit être utilisé pour la construction de nouvelles rues et de nouveaux parcs. Ces idées se concrétisent à partir de 1802 sous la direction des planificateurs Maximilian Friedrich Weyhe, Kaspar Huschberger (de) et Wilhelm Gottlieb Bauer, qui conçoivent entre autres la Königsallee. L'actuelle Heinrich-Heine-Allee est conçue comme une large allée plantée de cinq rangées d'arbres, qui doit séparer la vieille ville du Jardin de Cour (de). Adolph von Vagedes planifie la construction à partir de 1806 sous la forme d'une architecture classique en rangées avec des façades groupées. La même année, la ville de Düsseldorf met aux enchères des terrains pour la construction de bâtiments. Le terrain d'angle n° 34 sur l'Allee, exactement à l'emplacement de la petite place de l'Allee, est acheté en 1806 par un aubergiste, Wilhelm Breidenbach, qui y fait construire l'hôtel Breidenbacher Hof à partir de 1808.
À partir de 1811, la rue se présente comme une promenade à l'ambiance parisienne et est appelée "Boulevard Napoléon", conformément à la situation politique. En 1813, après la fin du grand-duché de Berg sous domination française, l'avenue est rebaptisée Friedrichsstraße. Cependant, ce nom, tout comme la tentative de renommer la zone située entre la Ratinger Straße (de) et l'ancienne Friedrichsplatz (aujourd'hui Grabbeplatz (de)) en Wilhelmstraße, n'est pas apprécié par les habitants de Düsseldorf. C'est pourquoi l'avenue plantée de tilleuls est longtemps appelée "die Lindenallee" dans le langage populaire au XIXe siècle et est rebaptisée en conséquence Alleestraße,.
En plus des maisons d'habitation, des palais urbains de la noblesse sont construits des deux côtés de l'allée, ainsi que l'hôtel Breidenbacher Hof jusqu'en 1812 et le lycée royal prussien de 1830/31 à 1833. À cette époque, il n'y a entre l'hôtel et le lycée qu'une étroite ruelle qui mène de la Alleestraße à la Canalstraße (aujourd'hui : côté ouest de la Königsallee) et qui est transformée et élargie après 1900 en Theodor-Körner-Straße. Cette ruelle est citée pour la première fois en 1876 dans les carnets d'adresses de Düsseldorf sous le nom de Bazarstraße. À cette époque, la Düsseldorfer Baubank est entre-temps devenue propriétaire de l'hôtel et a également repris en 1876 l'étroite ruelle de la ville et l'a aménagée avec des plaques d'asphalte comprimées.
Jusqu'à la démolition du lycée en 1906, l'exploitation de l'hôtel est perturbée par le bruit occasionnel de l'école, car celle-ci se trouve de l'autre côté de la ruelle, à l'emplacement actuel du Kaufhof,. Par ailleurs, à la suite de la fondation de l'Académie royale des beaux-arts de Prusse et à l'essor de l'école de peinture de Düsseldorf, un grand nombre de galeries s'établissent à partir de 1835 environ le long de l'Alleestraße et de la Ratinger Straße, formant ainsi le premier quartier de galeries de Rhénanie. La galerie la plus célèbre est l'exposition d'art du galeriste Eduard Schulte (de) au 42 de l'Alleestraße (de), où vont la haute noblesse et la grande bourgeoisie de Rhénanie. À la fin du XIXe siècle, le magasin d'art Bismeyer & Kraus se trouve au coin de la rue Elberfelder Straße 5 et plus tard dans la Bazarstraße 7-8. Le propriétaire des terrains de la Bazarstraße (aujourd'hui Theodor-Körner-Straße) est la Düsseldorfer Baubank.

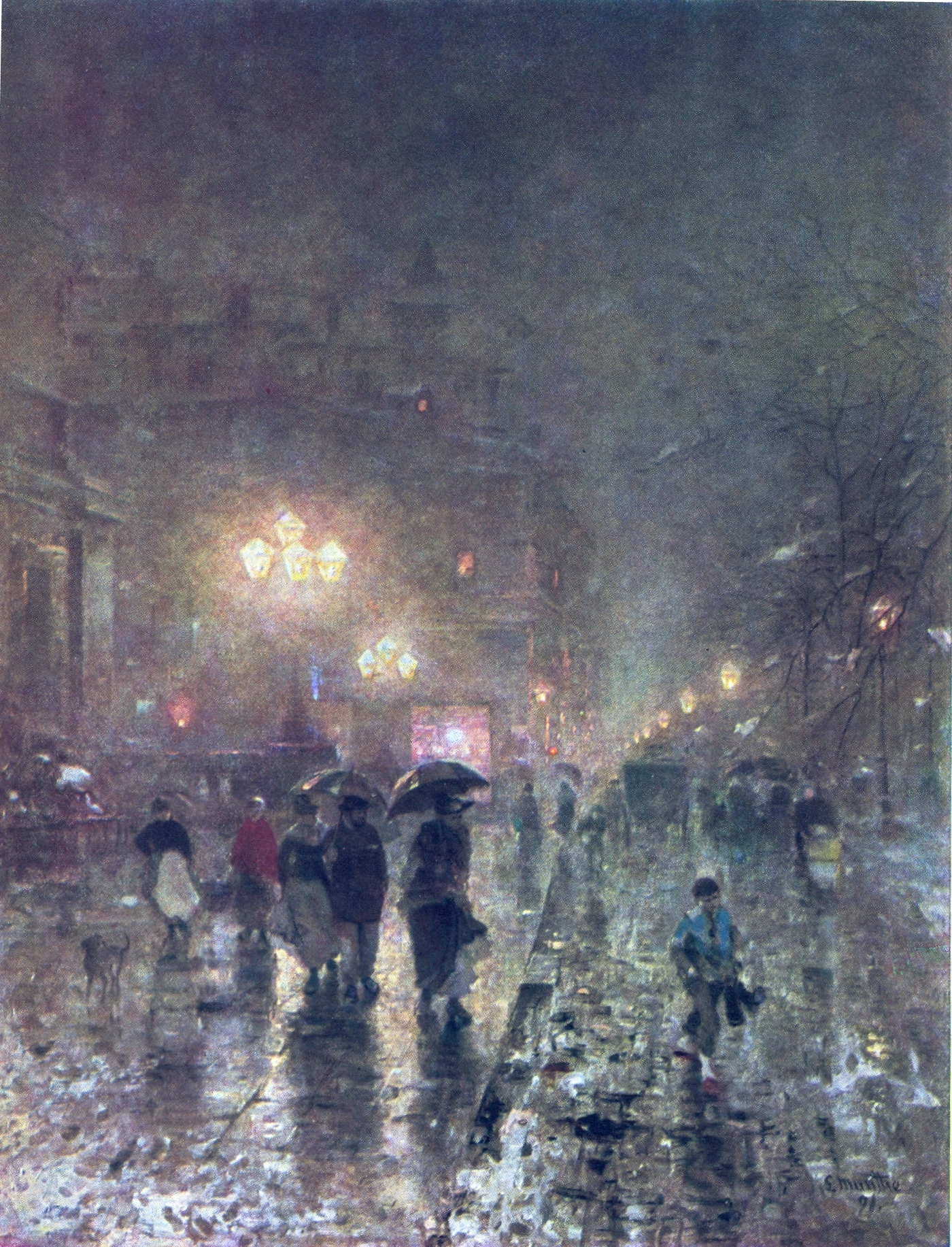
Théâtre de la ville et Alleestrasse, impression de rue du peintre de 1891

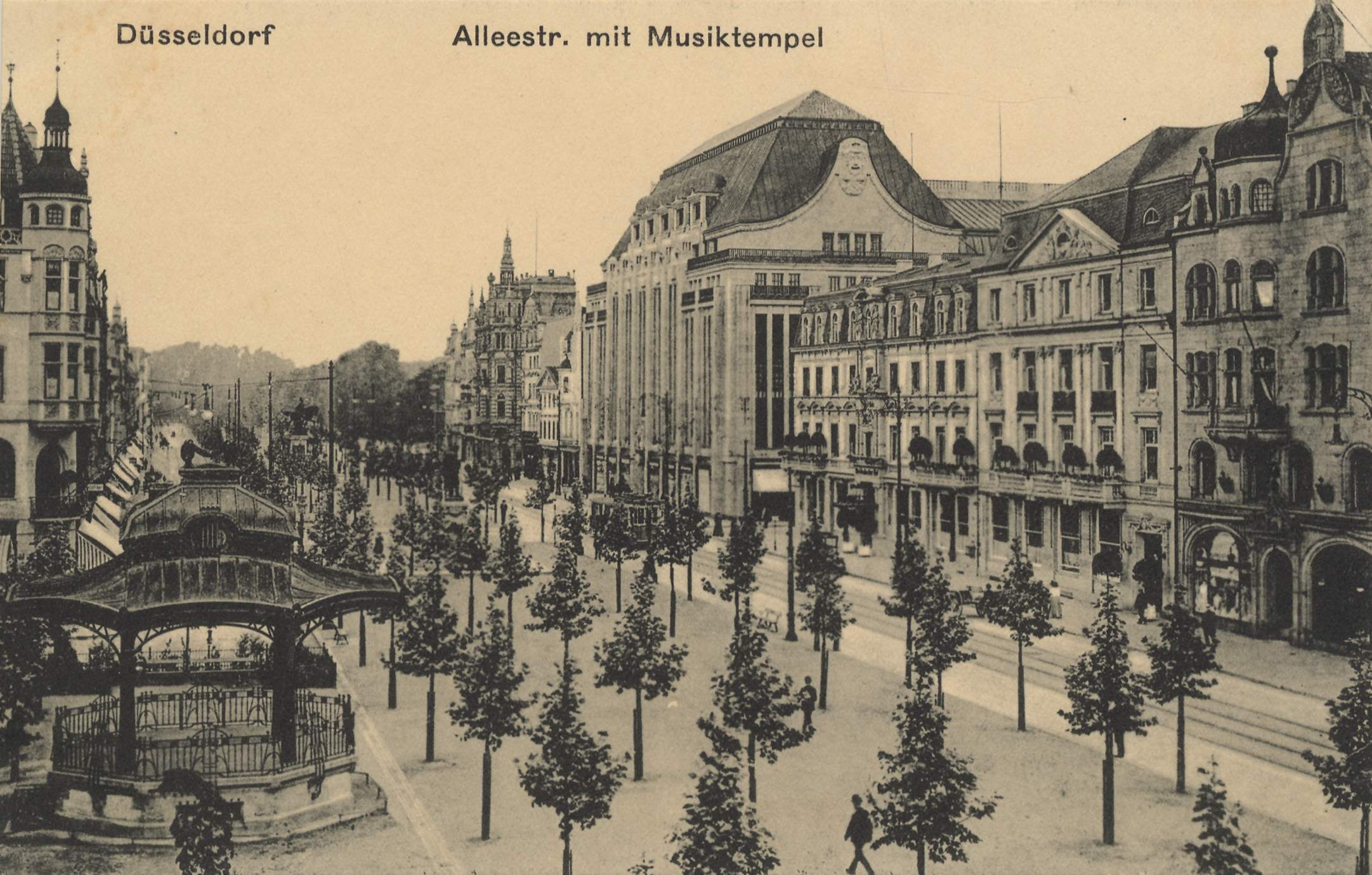
Alleestraße avec le temple de la musique (à gauche), le grand magasin Tietz (à droite) et vue sur le (point de vue dans l'alignement de la rue), après 1907

À partir de 1870 environ, le caractère noble de la rue change. Le passage d'une ligne de tramway dans la rue réduit les espaces verts. De 1873 à 1875, le théâtre de la ville (de) est construit selon les plans d'Ernst Giese (de) et sert d'opéra à partir de 1920. Suit en 1882 l'inauguration de la galerie d'art de la ville (de), également conçue par Giese, sur l'actuelle esplanade du musée K20 (de), avec sa façade principale donnant sur l'avenue, qui est quelque peu endommagée pendant la guerre et démolie au début des années 1960. C'est là que se tiennent, entre autres, les expositions de l'association d'art pour la Rhénanie et Westphalie (de) et, après la Première Guerre mondiale (Hindenburgwall 11a), les expositions de la Jeune Rhénanie, du Cavalier bleu et du Pont.
Dans les années 1920, Johanna Ey, devenue célèbre sous le nom de "Mère Ey", a également un café et un lieu d'exposition dans la rue qui s'appelle entre-temps Hindenburgwall. Son local au numéro 11 Junge Kunst - Frau Ey devient un point de cristallisation du mouvement artistique La Jeune Rhénanie,.
Le bâtiment classique du lycée royal prussien de 1830 cède la place en 1906 au grand magasin Tietz (aujourd'hui Galeria Kaufhof sur la Kö), construit entre 1907 et 1909 par Josef Maria Olbrich. En face, un autre grand magasin est construit en 1911, la Maison Carsch (de).
Vers la fin du XIXe siècle, pendant la phase wilhelminienne de l'Empire, trois monuments à des personnes importantes de l'époque prussienne sont érigés sur l'Alleestrasse. Il s'agit, avec leur inauguration, :
- 18 octobre 1896, le monument équestre de l'empereur Guillaume Ier dans l'axe central devant le Palais des Arts sur la Friedrichsplatz
- 10 mai 1899, le monument de Bismarck au croisement de la Kommunikationsstraße (extrémité Est de la Bolkerstraße (de))/Elberfelderstraße
- 27 novembre 1901, le monument de Moltke (de) sur l'Alleeplatz, l'extrémité sud de l'Alleestraße de l'époque, devant la Grabenstraße[13].

Pendant la Seconde Guerre mondiale, les monuments sont démontés et entreposés. Après la fin de la guerre, les monuments ne sont plus érigés dans l'Alleestraße, mais sur la Martin-Luther-Platz. Du monument de Moltke endommagé pendant la guerre, seul le petit groupe de figures "Forgeron avec garçon" a pu être retrouvé dans le socle, de sorte que seul ce dernier a pu être remis en place.
Dans le secteur de l'Alleeplatz, qui se trouve à l'extrémité sud de l'Alleestraße avant la Grabenstraße, est finalement construite en 1924, à proximité du monument de Moltke, la première tour de bureaux de la ville à l'époque, la maison Wilhelm-Marx (de). Jusqu'aux destructions de la Seconde Guerre mondiale, la rue se présente comme un boulevard moderne et animé d'une grande ville. Peu de choses de la splendeur d'antan sont conservées, notamment l'Opéra, qui a subi d'importantes transformations entre 1954 et 1956, l'ancien grand magasin Tietz (actuel Kaufhof), la maison Carsch (nouvelle construction réutilisant la façade historique de 1979 à 1984), la porte de Ratingen (de), la maison Wilhelm-Marx ainsi qu'un bâtiment dans la partie nord. La façade du bâtiment de l'ancien siège de la Reichsbank à Düsseldorf est intégrée dans le complexe du musée K20.

### Dénominations

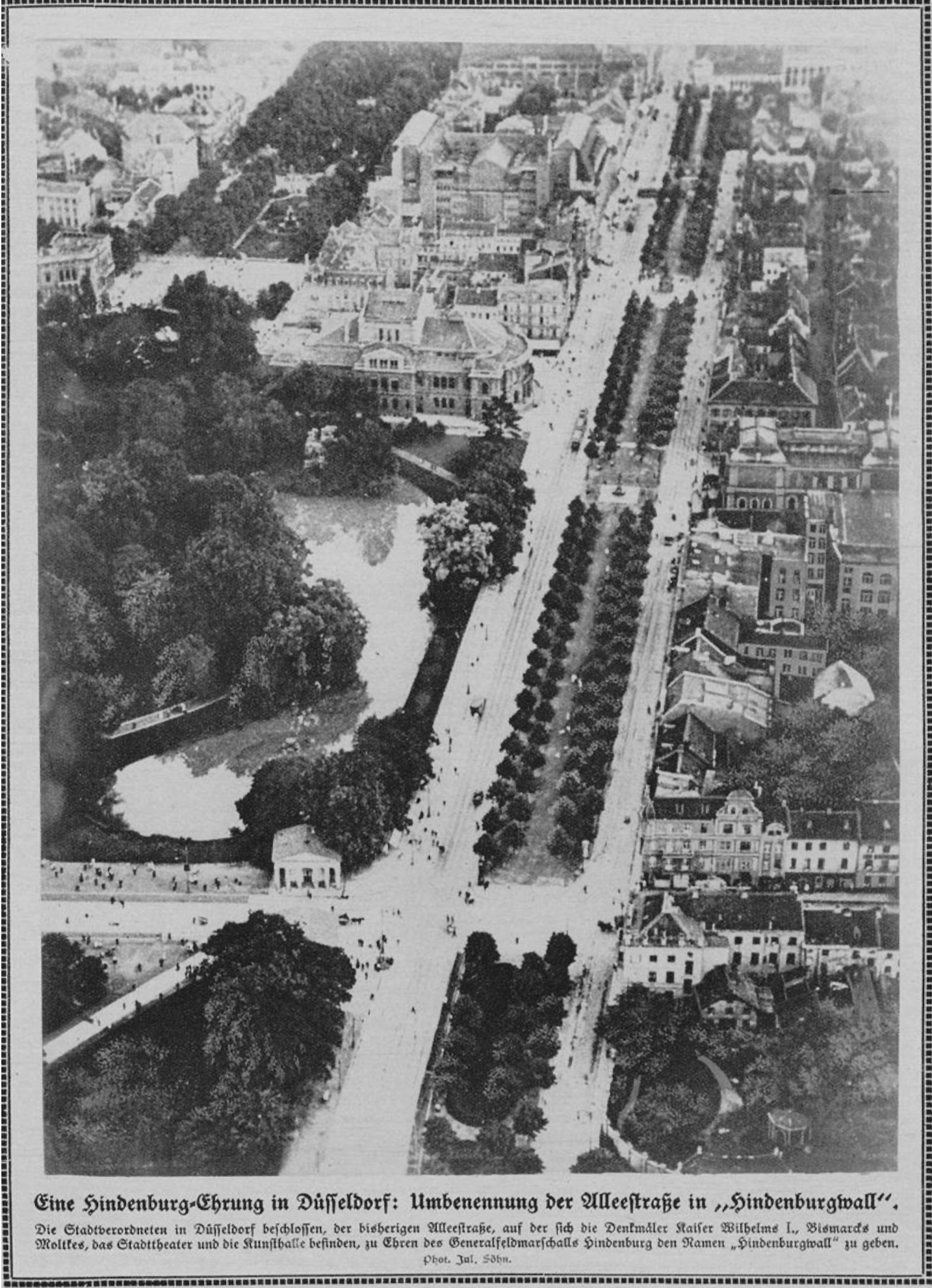
Vue aérienne du Hindenburgwall, photo de Julius Söhn, 1915

La Heinrich-Heine-Allee, créée en 1807, a porté de nombreux noms au cours de ses presque 200 ans d'histoire. Les dénominations ultérieures reflètent les nombreux changements de pouvoir à Düsseldorf : "Königsstraße", "Boulevard Napoléon" (1811-1813), "Friedrichstraße", "Lindenallee", "Alleestraße", "Hindenburgwall" (à partir de 1915 d'après Paul von Hindenburg), à partir de 1949 à nouveau "Alleestraße" et finalement en 1963 d'après Heinrich Heine, le fils le plus éminent de la ville. Ce changement de nom en Heinrich-Heine-Allee a lieu dans le cadre de la célébration du 675e anniversaire de la fondation de la ville, du 14 au 16 septembre 1963. En même temps, la zone située entre la fin de la Flinger Straße et la maison Wilhelm-Marx, délimitée latéralement par la maison Carsch et la partie Est de la Heinrich-Heine Allee, est rebaptisée "Heinrich-Heine-Platz".

### Apparence actuelle
Aujourd'hui, la Heinrich-Heine-Allee se présente à nouveau comme une rue d'avenue avec de larges trottoirs et une bande verte au milieu. Le tramway a cédé sa place au profit d'une ligne souterraine de métro léger, mais la forte circulation automobile rend la rue inconfortable pour les piétons. Dans sa partie nord-est, la rue jouxte directement le Jardin de Cour, au sud duquel se trouvent l'opéra, le pâté de maisons du club d'industrie de Düsseldorf (de), le parking moderne avec le Kaufhof an der Kö ainsi que le nouveau bâtiment de l'hôtel de luxe haut de gamme Breidenbacher Hof, inauguré en mai 2008. Sur le côté ouest de la rue se trouvent une filiale de la   Deutsche Apotheker- und Ärztebank (de), la remarquable maison Ziem (de) de Bernhard Pfau (de) (1930), le poste de police de la vieille ville ainsi que la maison Zürich au coin de la Grabbeplatz, un bâtiment de l'ancienne Zurich-Versicherung conçu en 1954 par les architectes Heinrich Rosskotten (de) et autres en architecture de béton et de verre, mais qui est démoli en automne 2009. Sur environ 80 m, du côté ouest, la façade noire presque sans fenêtres du musée K20 (architectes : Dissing+Weitling arkitektfirma A/S à Copenhague, prix BDA (de) 1990) de la collection d'art de Rhénanie-du-Nord-Westphalie.
Entre la maison Wilhelm-Marx et l'Opéra se trouve la station de métro Heinrich-Heine-Allee (de), l'une des principales stations de correspondance des transports en commun, créée en 1979. Dans un niveau piéton entre la rue et la gare, les rues adjacentes et les grands magasins sont directement reliés entre eux. Le réaménagement de la rue en surface en 1989 est fortement contesté et jusqu'à aujourd'hui, les discussions au sein de la politique locale ne cessent de s'enflammer.
En 2012, la statue en bronze de Felix Mendelssohn, créée en 1901 par Clemens Buscher (de) et enlevée et détruite en 1936 par les nationalistes-socialistes, est réinstallée à l'identique sur la Heinrich-Heine-Allee, à côté de l'Opéra allemand sur le Rhin.

### Perspectives
La transformation du centre-ville de Düsseldorf par la construction du métro de la ligne Wehrhahn, avec la suppression des voies en surface pour le tramway, qui ne sont plus nécessaires à partir de fin 2016, aura des répercussions sur la partie sud de la Heinrich-Heine-Allee à partir de la Ratinger Straße, ce qui entraînera encore des modifications.

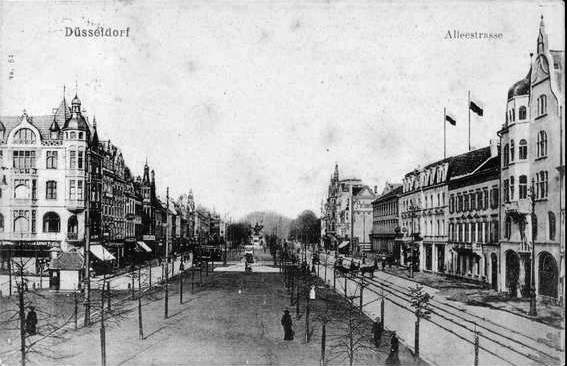
Alleestraße en direction du nord avec le monument à l'empereur Guillaume (avant 1904)
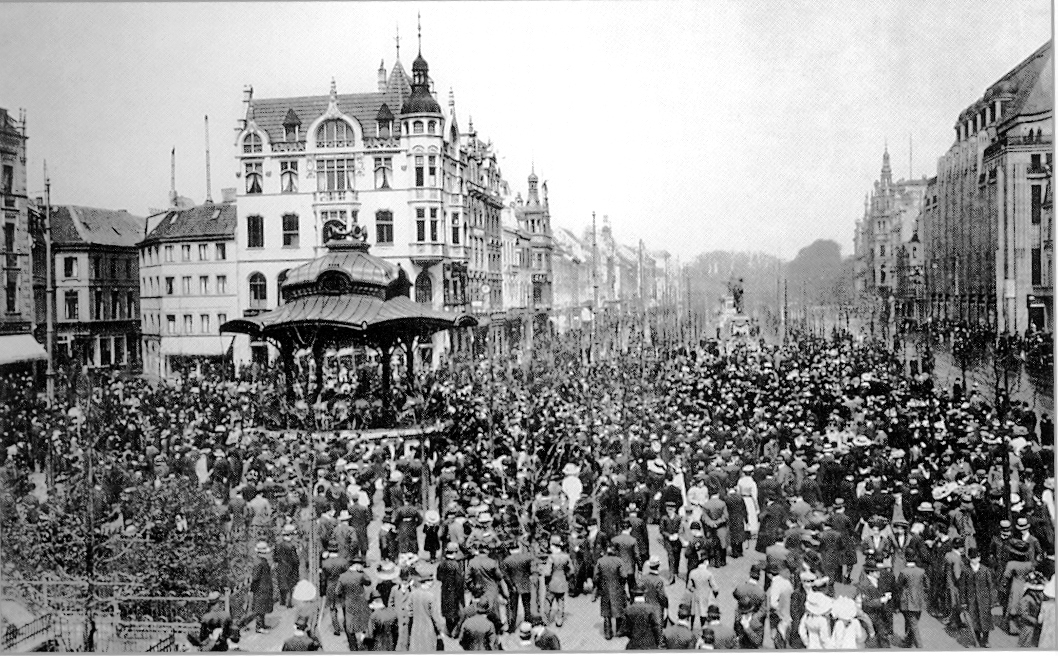
Alleestraße au début du XXe siècle
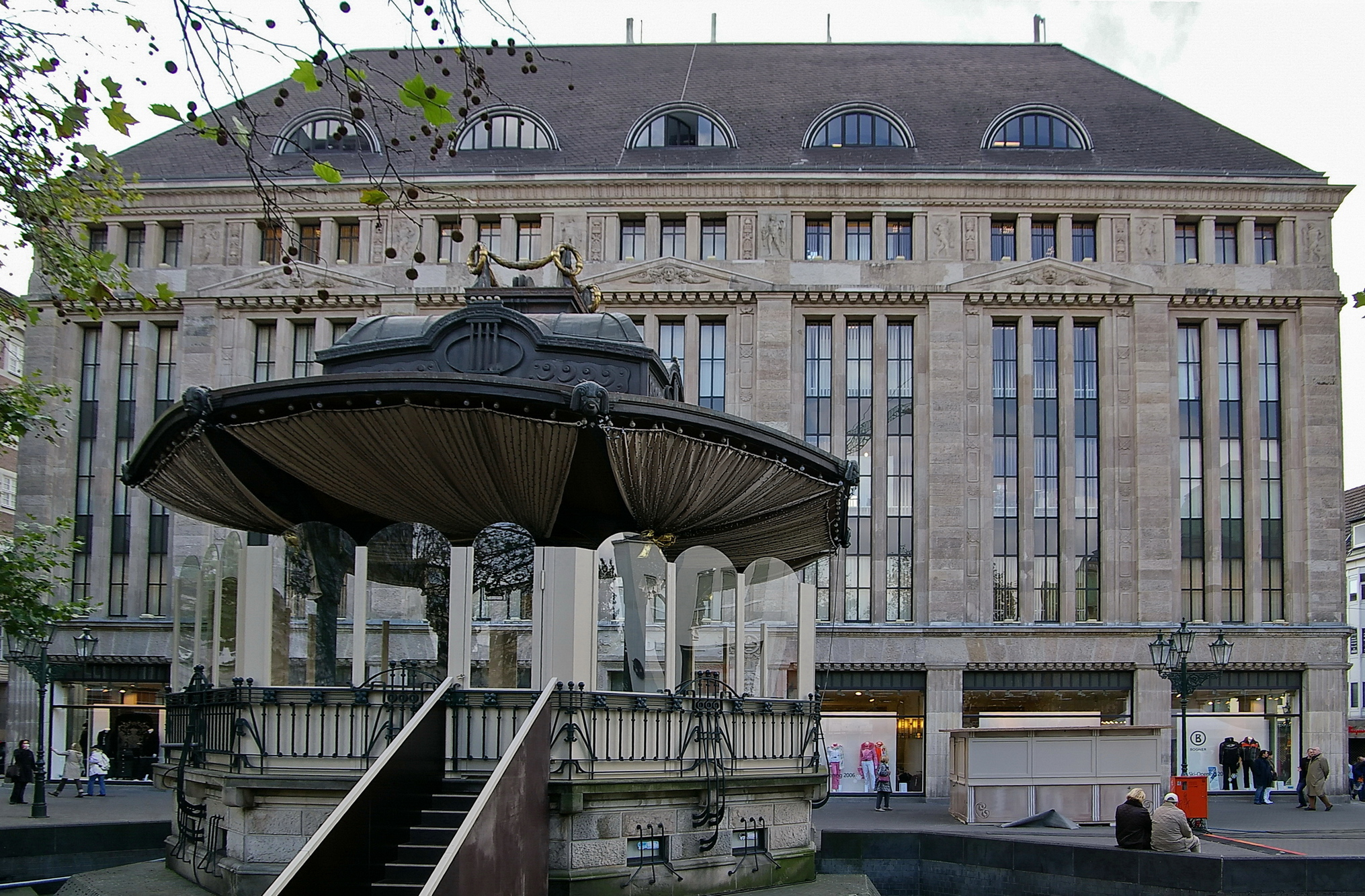
Maison Carsch (de), encore avec pavillon de musique
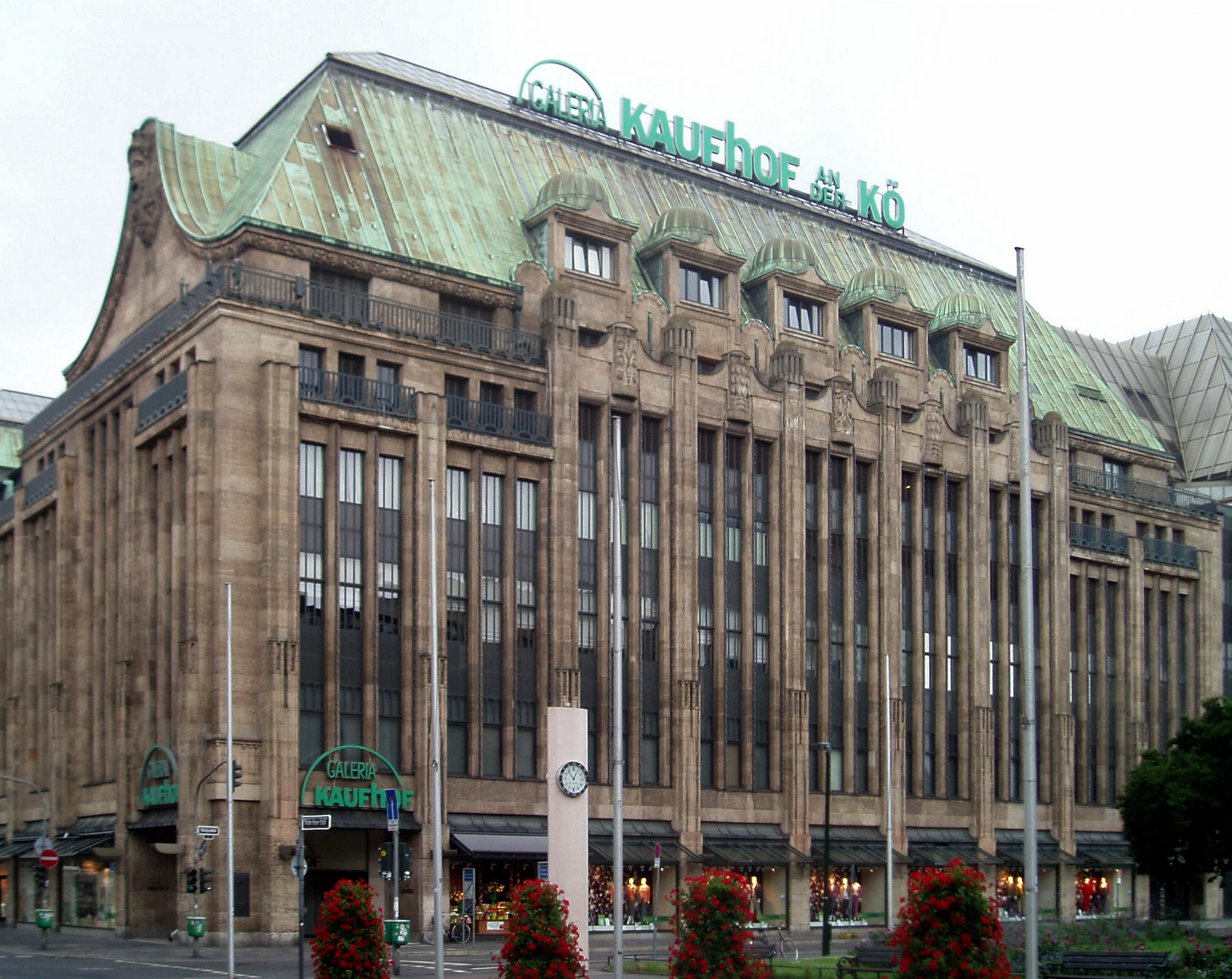
"Kaufhof an der Kö" entre la Königsallee et la Heinrich-Heine-Allee
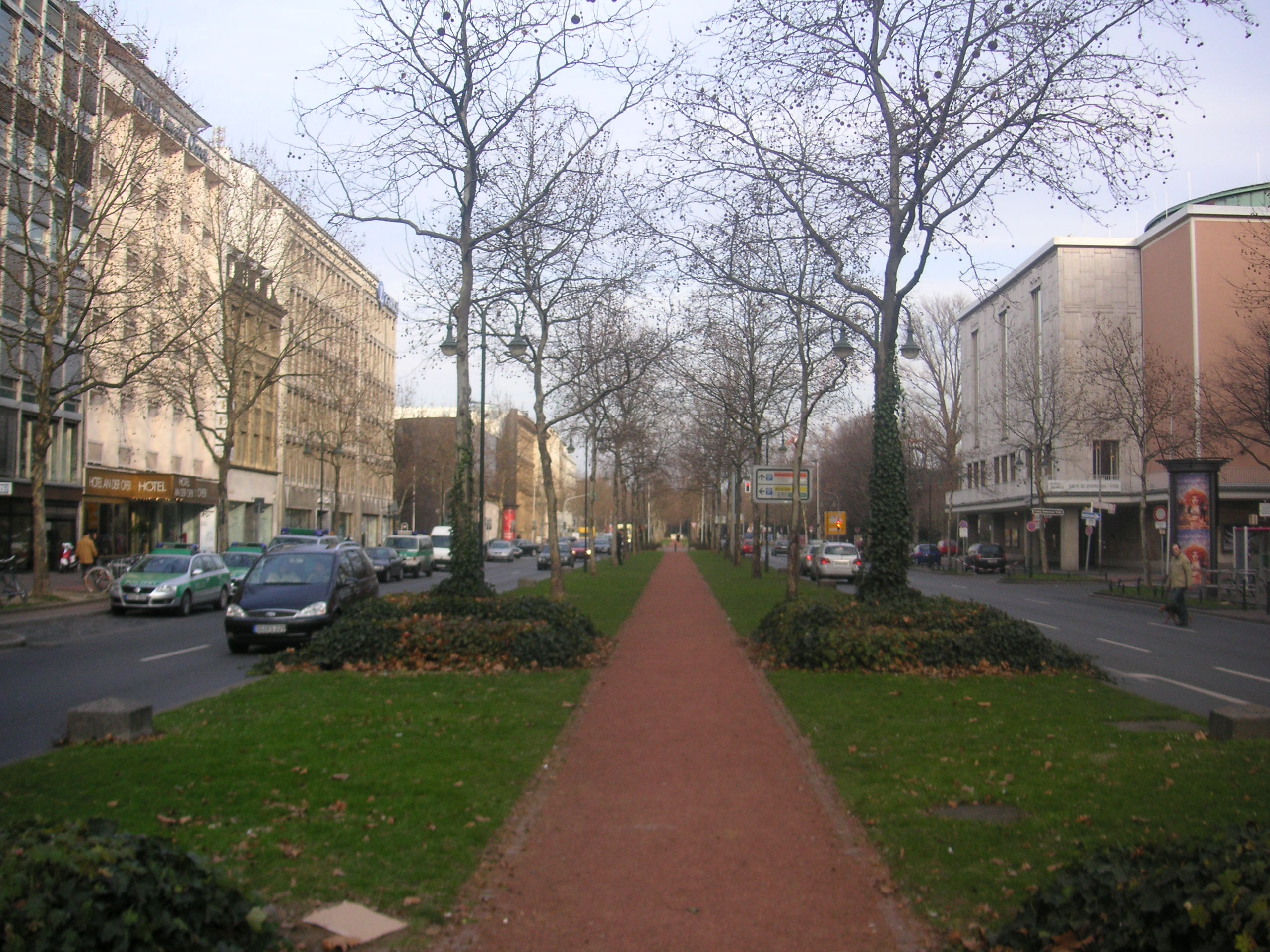
Heinrich-Heine-Allee en direction du nord
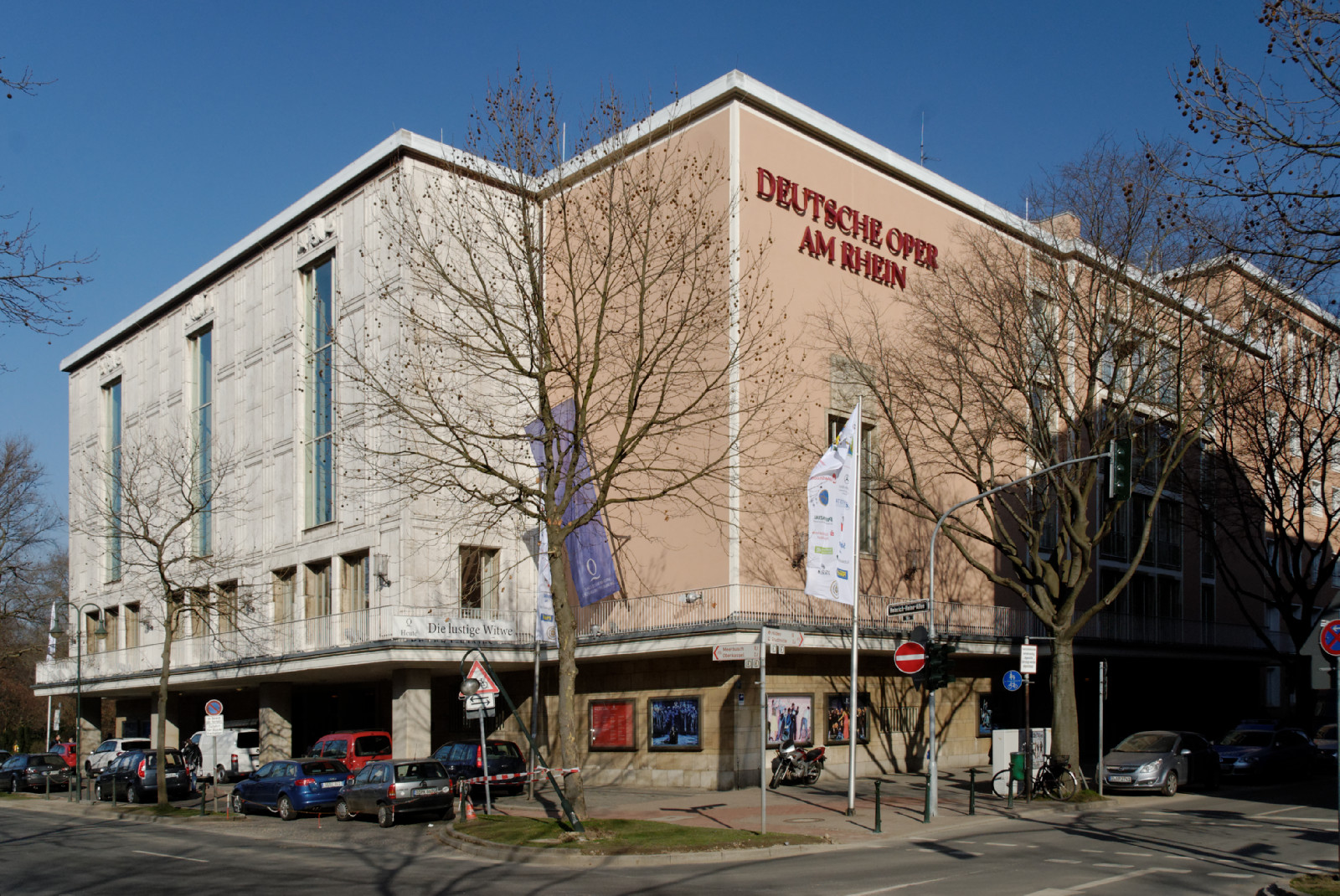
Opéra
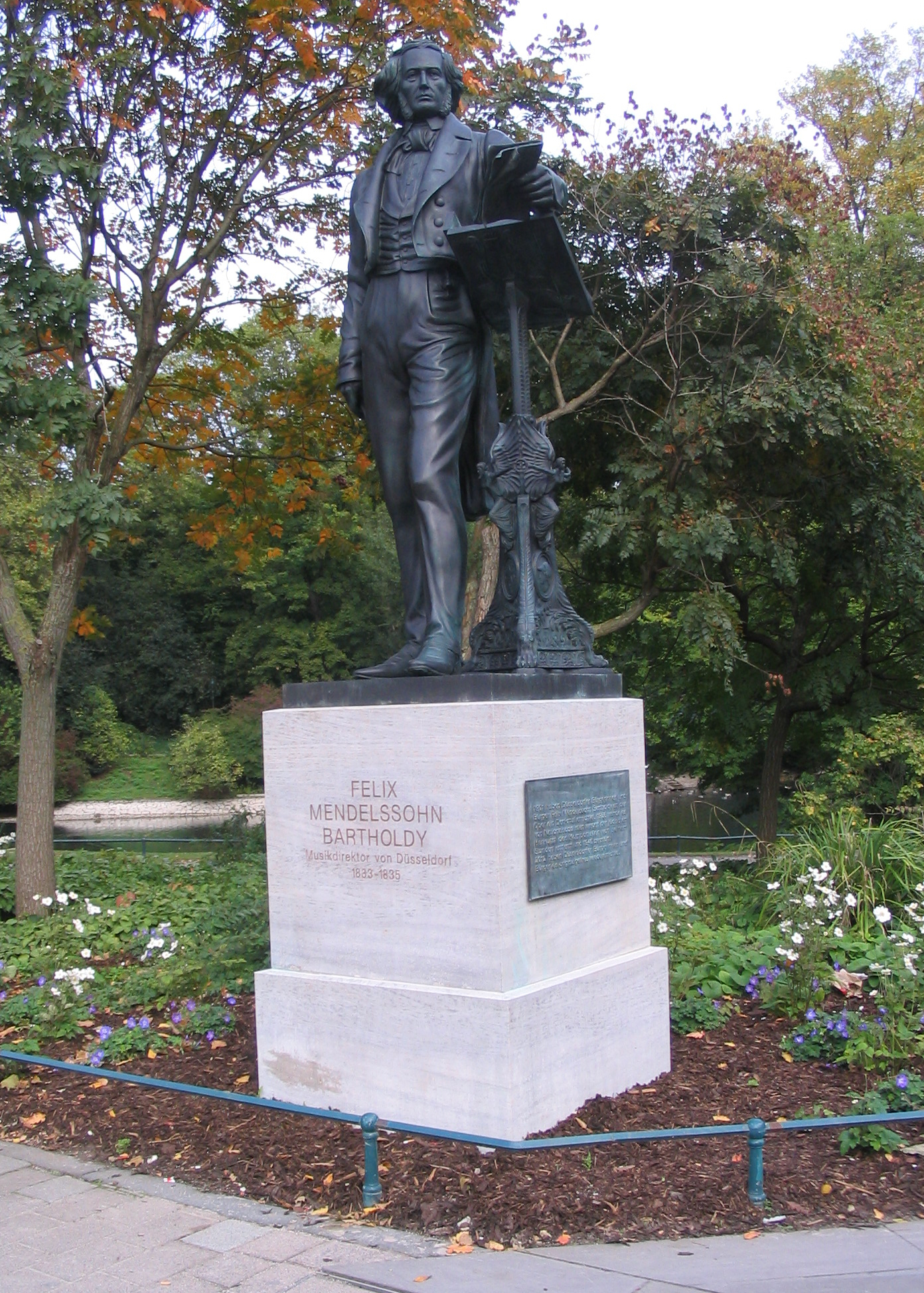
Monument Felix Mendelssohn en 2012